# Rakete 510
Rakete 510 (Englisch: First Man into Space) ist ein britischer Science-Fiction-Film von 1959. Produktionshintergrund war offensichtlich der Start von Sputnik 1 am 4. Oktober 1957. Die US-amerikanische Uraufführung erfolgte am 27. Februar, die deutsche am 14. August 1959.

## Handlung
Bei einem Testflug mit einem Raketenflugzeug überschreitet Kapitänleutnant Dan Prescott entgegen seinen Befehlen das Limit und fliegt in eine Meteoritenstaubwolke. Die Wolke deformiert ihn physisch und psychisch. Zwar wird seine Rettungskapsel gefunden, er selbst bleibt jedoch verschollen. Plötzlich geschehen auf der Erde eine Reihe von grausamen und unerklärlichen Morden. In diesem Zusammenhang scheint auch der Überfall auf eine Blutbank zu stehen. Fregattenkapitän John Prescott, Leiter der Raketenflugzeug-Versuchsstation, entlarvt den verschwundenen Testpiloten, seinen Bruder, als Mörder. Durch seine Verseuchung sah Dan sich gezwungen, sich von Menschenblut zu ernähren. Es gelingt ihn in eine Druckkammer zu führen, wo er wieder zu Verstand kommt. Kurz vor seinem Ableben kann er John noch wichtige Daten über den Testflug mitteilen.

## Produktionshintergrund

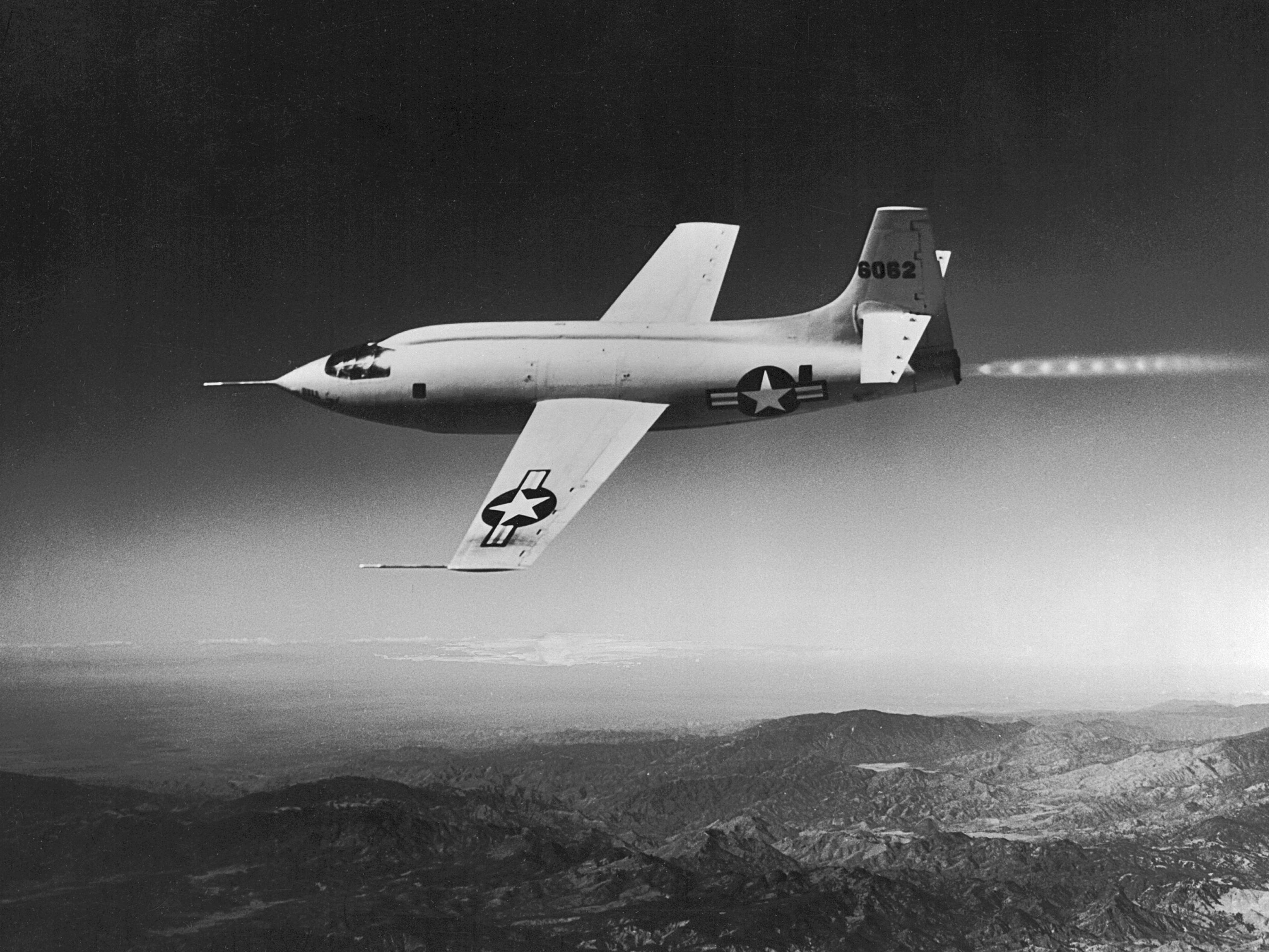
Bell X-1 46-062 im Flug

Bill Warren vermutete, dass die Produktion im direkten Kontext mit dem Start des Sputnik Anfang Oktober 1957 stand; die Dreharbeiten begannen noch im selben Monat. Von vornherein war der Film für den US-amerikanischen Markt konzipiert worden. Die Horrorkomponente von Amalgated Films sei vermutlich in den Plot aufgenommen worden, um ein jugendliches Publikum anzuziehen, da ein rein technikorientiertes Fliegerdrama nicht attraktiv genug gewesen wäre. Beide Handlungsteile ständen jedoch praktisch in keinem inhaltlichen Zusammenhang.
Obwohl der Film in New Mexico spielt, wurde er vollständig in England gedreht. Für die Produktion wurde Dokumentarfilmmaterial des Versuchsflugzeugs Bell X-1 verwendet.

## Kritik
Der Plot dieser Geschichte wurde geklaut bei Schock (1955; Regie: Val Guest), und der Rest ist auch nicht gerade das Gelbe vom Ei.
Hahn/Jansen, S. 717.

## Überlieferung
Eine deutschsprachige DVD-Edition erschien 2010.